# Pau Gambús i Romeu
Pau Gambús i Romeu (Sabadell, ? d'abril de 1829 - 26 d'abril de 1912) fou un industrial i banquer.
Fill dels masovers de la masia de Can Rull de Sabadell i de formació autodidacta, va intervenir activament en la vida socioeconòmica de la ciutat. Va ser cofundador del Banc de Sabadell i membre del consell d'administració, càrrec que exercí de 1882 a 1911. També va dirigir la Caixa d'Estalvis de Sabadell entre 1890 i 1912, data de la seva mort. Com a industrial, el 1886 va ser el creador de l'empresa familiar Olis Gambús, a la via de Massagué.
Quan va morir, l'ajuntament presidit per Andreu Camps i Panadès va acordar donar el nom de Gambús a un carrer de la Creu Alta, entre la carretera de Prats i el carrer Major, urbanitzat en terrenys agrícoles que la família Gambús tenia en aquella barriada.